# Бург (Бернкастель-Віттліх)
Бург (нім. Burg) — громада в Німеччині, розташована в землі Рейнланд-Пфальц. Входить до складу району Бернкастель-Віттліх. Складова частина об'єднання громад Трабен-Трарбах.
Площа — 3,37 км2. Населення становить 366 ос. (станом на 31 грудня 2020).

## Галерея

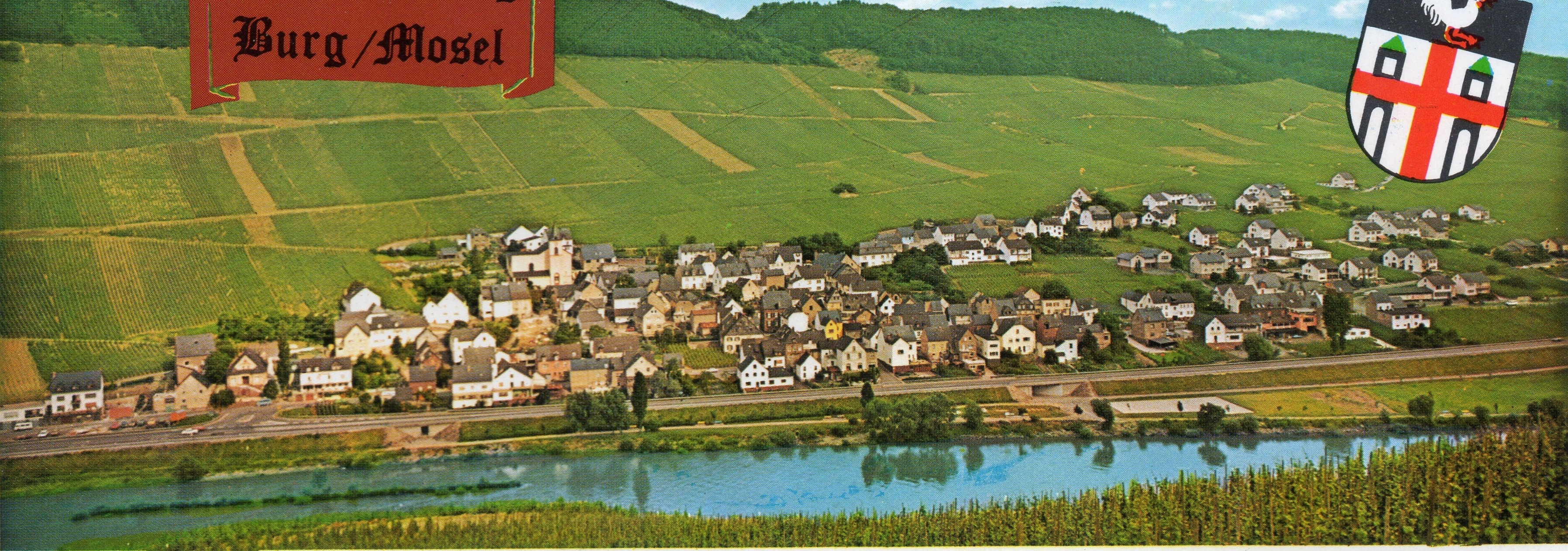
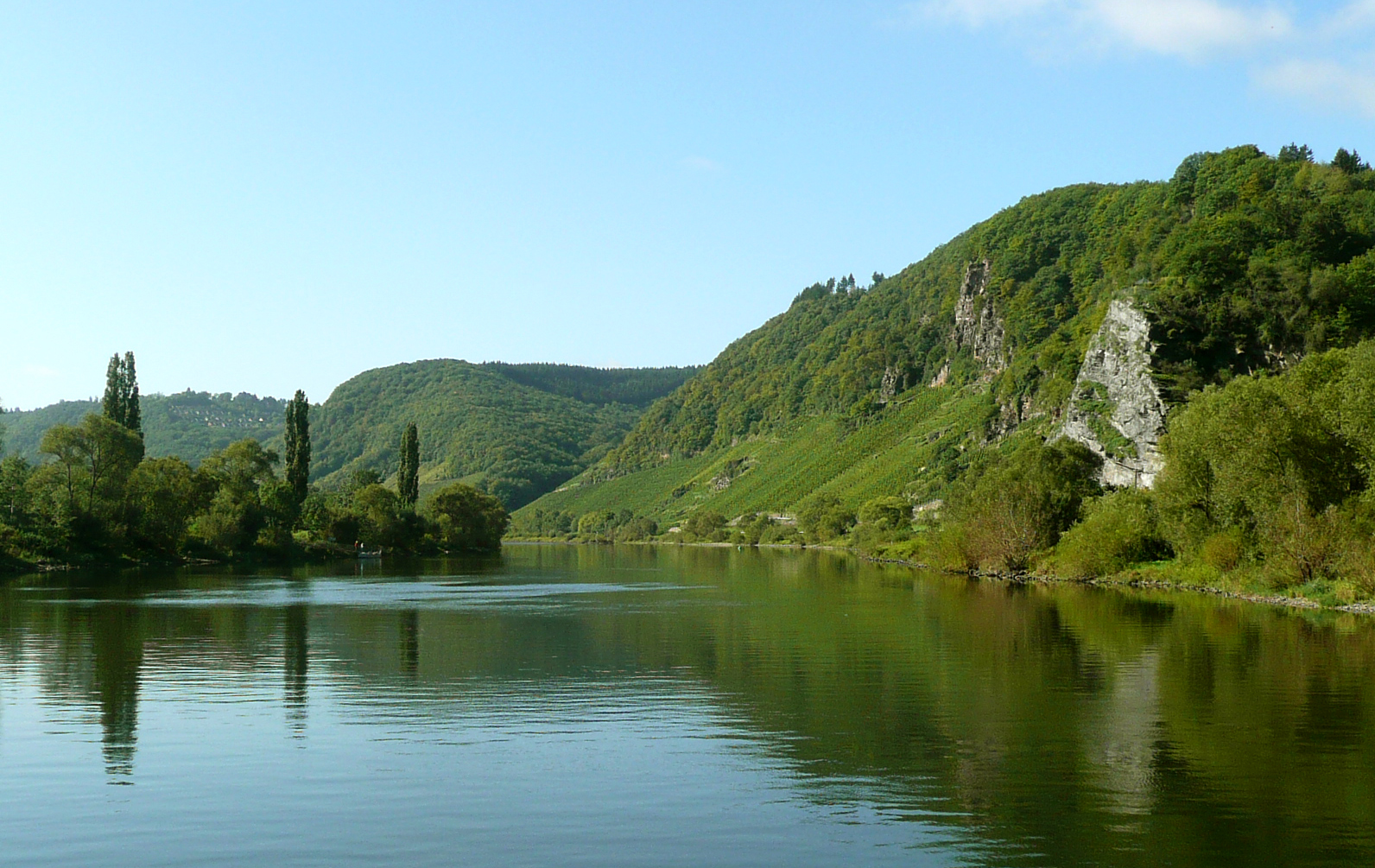